# Onthophagus melitaeus
Onthophagus melitaeus es una especie de coleóptero de la familia Scarabaeidae.

## Distribución geográfica
Habita en el paleártico: la península ibérica y el Magreb.